# Apertura di gioco semiaperto
Con la locuzione apertura di gioco semiaperto (o partita semiaperta) si indica un'apertura scacchistica caratterizzata dalle risposte diverse da 1…e5 a:
1. e4

La risposta 1…e5 dà origine alle aperture di gioco aperto.

## Analisi
La difesa più giocata dal nero in risposta a 1.e4 è la difesa siciliana, ma sono molto giocate anche la difesa francese e la difesa Caro-Kann. Comuni sono anche la difesa Pirc e la Difesa moderna, mentre la difesa Alechin e la difesa scandinava hanno fatto solo rare apparizioni in qualche partita dei campionati mondiali. La difesa Nimzowitsch è giocabile, ma raramente usata così come la difesa Owen. Rarità sono invece la difesa Borg e la difesa San Giorgio, sebbene Tony Miles abbia usato una volta quest'ultima per sconfiggere l'allora campione del mondo Anatolij Karpov.
Le difese siciliana e francese conducono a posizioni sbilanciate che possono offrire un tipo di gioco brillante da parte di entrambi i giocatori che hanno possibilità di vittoria. La difesa Caro-Kann è solida in quanto il nero intende usare il pedone c per sostenere il centro (es: 1.e4 c6 2.d4 d5). La Alechin, la Pirc e la moderna sono aperture "ipermoderne" nelle quali il nero induce il bianco a costruire un grande centro con l'obiettivo di attaccarlo coi pezzi.

## Continuazioni possibili
- 1.e4 a5 difesa Corn Stalk
- 1.e4 a6 difesa San Giorgio
- 1.e4 Ca6 difesa Lemming
- 1.e4 b6 difesa Owen
- 1.e4 c5 difesa siciliana
- 1.e4 c6 difesa Caro-Kann
- 1.e4 Cc6 difesa Nimzowitsch
- 1.e4 d5 difesa scandinava
- 1.e4 d6 difesa Pirc
- 1.e4 e6 difesa francese
- 1.e4 f5 difesa Fred
- 1.e4 f6 difesa Barnes
- 1.e4 Cf6 difesa Alechin
- 1.e4 g5 difesa Borg
- 1.e4 g6 difesa moderna
- 1.e4 h5 difesa Goldsmith
- 1.e4 h6 difesa Carr
- 1.e4 Ch6 difesa Adams